# Bugak
El bugak es una variedad de twigim (튀김), o platos fritos tradicionales coreanos, preparados friendo verdura o algas secas que se ha cubierto con chapssalpul (찹쌀풀, pasta de arroz glutinoso) para conservarlos. La técnica culinaria es rara respecto al twigak (튀각, verdura seca frita sin recubrir) en la cocina coreana, considerándose todas estas recetas especialidades de la cocina budista coreana.
Los ingredientes para preparar bugak son kombu, gim (alga coreana), hojas de perilla, hojas de guindilla, ueong (우엉, hojas de bardana), brotes de ailanto, hojas de camelia, hojas de crisantemo, rodajas de patata, etcétera.
Para freír se usan aceites vegetales como el de perilla o el de soja.

## Variedades
- Kkaetip bugak (깻잎부각), con hojas de perilla.
- Deulkkaesongi bugak (들깨송이부각), con racimos de perilla.
- Dasima bugak (다시마부각), con kombu.
- Gim bugak (김부각), con gim.
- Gamja bugak (감자부각), con rodajas de patata.
- Gochu jaban (고추자반), con hojas de guindilla.
- Gochu bugak (고추부각), con guindilla.
- Ueong jaban (우엉자반), con hojas de bardana.
- Gajuk bugak (가죽부각).
- Ssuk bugak (쑥부각), con ssuk (쑥, artemisia del Japón).
- Gamip bugak (감잎부각), con hojas de caqui.
- Dureup bugak (두릅부각), con brotes de aralia angélica japonesa.